# Aleksej Nikolaevič Kuropatkin
Aleksej Nikolaevič Kuropatkin, in russo Алексей Николаевич Куропаткин? (Pskov, 25 marzo 1848 – Pskov, 16 gennaio 1925), è stato un generale russo, ministro della guerra dell'Impero russo.
È generalmente considerato il principale responsabile delle sconfitte dell'esercito imperiale russo nella guerra russo-giapponese, in particolare durante la battaglia di Mukden, di Sandepu e di Liaoyang.

## Biografia

### Primi anni
Kuropatkin nacque nel 1848 a Pskov, allora capoluogo dell'omonima gubernija nell'Impero russo. Suo padre era un ufficiale in pensione dell'esercito.
Dopo gli studi nella scuola del Corpo Cadetti (Кадетский Корпус) e la Scuola militare di Pavlovsk. (Павловское военное училище) di San Pietroburgo, venne arruolato nell'esercito nel 1864. L'8 agosto 1866 fu promosso a tenente nel 1º Battaglione di fanteria del Turkestan e partecipò ai combattimenti per la conquista di Bukhara, l'assalto a Samarcanda e ad altre battaglie russe per la conquista del Turkestan. Nell'agosto 1870 venne promosso maggiore. Servi nel Distretto militare del Turkestan fino al 1871.
Dal 1872 al 1874 studiò presso l'Imperiale Accademia Militare "Imperatore Nicola" (Императорская Николаевская военная академия) quindi fu inviato come addetto militare a Berlino e a Parigi per completare i suoi studi e con le truppe dell'Esercito francese in Algeria, accompagnando la spedizione francese nel Sahara. Ritornato in Russia alla fine del 1875 venne assegnato al Distretto militare del Turkestan. Ricevette la decorazione dell'Ordine di San Giorgio (4ª classe) per il suo ruolo nella conquista russa di Koland.
Dal 1875 al 1876 fu inviato in missione diplomatica presso la corte di Yaqub Beg (governatore della Kashgaria) per risolvere il problema della rivendicazioni russe sulla valle di Fergana. Dal settembre 1877 al settembre 1878 fu capo di stato maggiore della 16ª Divisione di fanteria. Nell'agosto 1879 divenne comandante della Brigata fucilieri del Turkestan, che in 18 giorni attraversò 800 km di deserto per unirsi all'invasione del Turkmenistan del generale Michail Skobelev. Kuropatkin condusse l'attacco principale contro la città fortezza di Geok Tepe il 12 gennaio 1881. Ricevette la decorazione di San Giorgio (3ª classe) per la sua vittoria nella battaglia. Dopo la guerra scrisse una cronaca dettagliata e critica delle operazioni, che venne ben accolta.
Il 29 gennaio 1882 fu promosso maggior generale. Si unì allo stato maggiore l'anno seguente e nel 1890 venne promosso tenente generale.
Dal 1890 al 1898 fu governatore della Regione Transcaspiana nell'Asia Centrale, con capitale a Aşgabat. Durante la sua gestione sviluppò città, commercio e agricoltura in un'area precedentemente nota per banditismo e schiavismo endemico. Stabilì un sistema giudiziario locale e un sistema scolastico, incoraggiando l'insediamento di coloni dalle province interne dell'Impero russo.

### Ministro della guerra

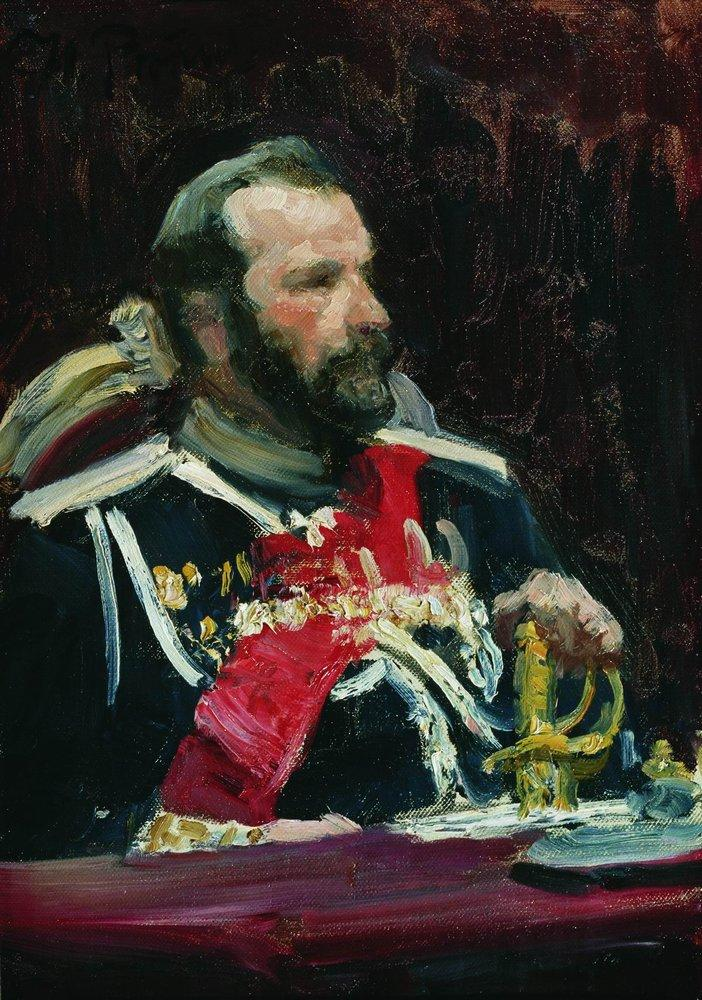
Kuropatkin in seduta nel consiglio di stato come ministro della guerra

Nel 1898 Kuropatkin fu richiamato a San Pietroburgo e nominato ministro della guerra. La sua prima priorità fu di migliorare la struttura di comando dell'esercito, così come le condizioni di vita dei suoi ufficiali. Le sue riforme inclusero misure per ringiovanire l'esercito imponendo limiti di età per gli ufficiali operativi e per i candidati ai comandi superiori, e con l'incremento del periodo di rotazione degli ufficiali dallo stato maggiore alle unità operative. Tentò anche di migliorare la qualità degli ufficiali aumentando da due a tre anni la durata del programma di addestramento dei cadetti e aprendo sette nuove scuole per cadetti. Aumentò anche il numero di manovre di addestramento.
Comunque per quanto riguarda i ranghi inferiori le riforme di Kuropatkin fallirono. Pur consapevole della cattiva qualità del cibo, abiti e abitazione dei soldati, non riuscì a ottenere i fondi necessari per migliorarli, quindi le sue attività si limitarono a migliorare il livello del morale aumentando l'uso di cappellani militari, abolendo le punizioni corporali e migliorando le cucine da campo.

### Guerra russo-giapponese
Kuropatkin fu coinvolto nei negoziati con l'Impero del Giappone prima della guerra russo-giapponese del 1904. Non sostenne il conflitto armato con il Giappone e si oppose al Circolo di Bezobrazov. Le sue opinioni vennero confermate da una visita in Giappone nel giugno 1903.
Kuropatkin fu nominato comandante in capo delle forze di terra russe in Manciuria il 7 febbraio 1904 e comandante generale delle forze russe in Asia Orientale il 13 ottobre dello stesso anno, mantenendo la carica fino a marzo 1905.
Kuropatkin fu pesantemente responsabile del fallimento delle forze terrestri russe durante la guerra. Sebbene le motivazioni del suo approccio fossero di combattere una guerra di attrito e di evitare un'offensiva fino a che la Ferrovia Transiberiana non avesse portato truppe e materiali a sufficienza, la sua cautela e le sue esitazioni influenzarono fortemente le ripetute sconfitte russe. Gli storici militari considerano la sua indecisione e le sue manchevolezze nell'organizzazione di operazioni militari su larga scala come uno delle cause principali della sconfitta russa.
Al termine della guerra nel 1906 servì come membro del Consiglio di Stato dell'Impero russo. Comunque nel 1907 si ritirò nella sua casa di campagna e scrisse la sua propria onesta difesa, che fu tradotta in diverse lingue.
All'inizio della prima guerra mondiale Kuropatkin chiese di essere riammesso al suo grado e inviato al fronte, ma la sua richiesta fu bloccata dal granduca Nikolaj Nikolaevič Romanov. Comunque una volta che lo zar Nicola II assunse il posto di comandante supremo mise Kuropatkin al comando del Corpo dei granatieri nell'ottobre 1915, in sostituzione di Iosif Ivanovič Mrozovskij. Alla fine del gennaio 1916 divenne comandante della 5ª Armata e nel febbraio 1916 comandante del Fronte Nord, succedendo al generale Pavel Plehve. All'inizio di marzo le sue forze intrapresero un'offensiva limitata vicino a Riga, ma venne circondato e forzato a ritirarsi sulla linea del fiume Daugava. Un mese più tardi una seconda e più grande offensiva riuscì ad avanzare di solo un paio di chilometri. Lo zar Nicola II non accettò le scuse di Kuropatkin riguardo alla mancanza di supporto di artiglieria, cattive strade e tempo. Kuropatkin fu sollevato dal comando il 22 luglio 1916 e riassegnato al Turkestan dove servì come governatore-generale del Distretto militare del Turkestan, così come atamano dei Cosacchi Semirechye. Il supporto agli sforzi russi nella prima guerra mondiale, specialmente contro l'Impero ottomano era estremamente impopolare tra le popolazioni indigene del Turkestan, comunque Kuropatkin fu molto popolare e aiutò a spegnere prima del nascere una grande ribellione.

### Dopo la rivoluzione
Durante la Rivoluzione di febbraio del 1917 Kuropatkin era a Pietrogrado e giurò rapidamente fedeltà al Governo Provvisorio Russo tagliando le insegne reali dalla sua uniforme. Venne confermato al suo posto come comandante del Distretto militare del Turkestan dal ministro della guerra del governo provvisorio Aleksandr Gučkov, ma la nomina venne contestata dal Soviet di Taškent che lo mise agli arresti e lo rinviò a Pietrogrado. Venne liberato dal Governo provvisorio e rimandato nella sua provincia natia. Dopo la Rivoluzione di ottobre e fino alla sua morte nel 1925 insegnò nella scuola agricola che aveva fondato.